# Dacus hainanus
Dacus hainanus är en tvåvingeart som beskrevs av Wang och Zhao 1989. Dacus hainanus ingår i släktet Dacus och familjen borrflugor. Inga underarter finns listade i Catalogue of Life.